# Yen
«Yen» — песня американской группы Slipknot. песня была выпущена в качестве третьего сингла с седьмого студийного альбома группы 5 августа 2022 года.

## Предыстория
19 июля полный трек-лист альбома был опубликован в Твиттере. А позже в тот же день группа официально анонсировала альбом The End, So Far, а также клип на второй сингл The Dying Song (Time to Sing).
В день релиза песня случайно стала доступна на Apple Music в Австралии и Новой Зеландии в полночь. Но примерно двенадцать часов спустя ошибка была исправлена, и песня была удалена только для того, чтобы быть выпущенной по всему миру двенадцать часов спустя.
Две недели спустя, начиная с 19 августа, Slipknot начали тизерить музыкальное видео сингла, разместив фотографию витража с логотипом группы. Перкуссионист Майкл Пфафф также опубликовал ту же фотографию, но под другим углом, в своём аккаунте в Instagram. На следующий день, 20-го, они опубликовали короткое видео, а на следующий день они опубликовали ещё одно короткое видео, на этот раз сообщив, что музыкальное видео будет выпущено 22 августа.